# Praying with Anger
Praying with Anger is een Amerikaanse speelfilm uit 1992 onder regie van M. Night Shyamalan.

## Verhaal
Een Amerikaanse student keer terug naar zijn roots wanneer hij een jaar gaat studeren in het land van zijn ouders. Hij leert er veel over het land en over zichzelf.

## Rolverdeling
| Acteur             | Personage   |
| ------------------ | ----------- |
| M. Night Shyamalan | Dev Raman   |
| Mike Muthu         | Sanjay      |
| Richa Ahuja        | Rupal Mohan |
| Sushma Ahuja       | Mrs. Mohan  |